# Illinois State Route 101
Die Illinois State Route 101 (kurz IL 101) ist eine State Route im US-Bundesstaat Illinois, die in Ost-West-Richtung verläuft.
Die State Route beginnt am U.S. Highway 67 nahe Littleton und endet nach 31 Kilometern in Augusta an der Illinois State Route 61. Westlich von Brooklyn beginnt die Illinois State Route 99. Kurz vor Augusta verläuft die IL 101 durch den Weinberg-King State Park.
Seit der Eröffnung der Straße im Jahr 1924 gab es keine Änderungen im Verlauf.